# Lydia Niehoff
Lydia Niehoff (* 1956) ist eine Bremer Wirtschaftswissenschaftlerin.

## Biografie
Niehoff absolvierte nach einer Ausbildung zum Sparkassenkaufmann zwei Studiengänge zum Diplom-Kaufmann an der Fachhochschule Osnabrück und zur Diplom-Ökonomin an der Universität Bremen, wo sie 1996 in Wirtschafts- und Politikwissenschaften mit einer Arbeit über Bierproduktion und Bierkonsum in der Stadt Bremen vom 17. bis zum 19. Jahrhundert bei Stephan Quensel und Franz Dröge zum Dr. rer. pol. disserierte.

## Schriften (Auswahl)
- „Zum goldenen Anker“ – Bier schenken in den Schenken an der Schlachte. In: Christian Marzahn/Astrid Schneider (Hrsg.), Genuß und Mäßigkeit, Beiträge zur Sozialgeschichte Bremens, Heft 17, Edition Temmen, Bremen 1995, ISBN 3-86108-228-4, S. 29–52
- Bierproduktion und Bierkonsum in der Stadt Bremen vom 17. bis zum 19. Jahrhundert. Bremen 1996
- Ein Haus voller Geschichten. Das Gebäude Der Handelskrankenkasse in Bremen. Hauschild Verlag: Bremen 2000, ISBN 978-3-89757-044-3
- 550 Jahre – Tradition der Unabhängigkeit, Chronik der Handelskammer Bremen. Schünemann Verlag: Bremen 2001, ISBN 3-7961-1827-5
- mit Bernd-Artin Wessels: Scipio-Atlanta-Gruppe 1902 - 2002. Bremen 2002
- mit Wilfried Hautop: Der Bremer Martinshof – Wir gehen immer gerne zur Arbeit. Hauschild Verlag: Bremen 2004
- 1855–2005 – 150 Jahre Druckerei und Verlag H. M. Hauschild Bremen. Hauschild Verlag, Bremen 2005
- mit Dirk Plump: Chronik der Familie Plump. Bremen 2005
- 200 Jahre Niederländisches Konsulat in Bremen. In: Bremisches Jahrbuch. Band 85 (2006), ISBN 3-925729-52-6
- 175 Jahre Louis Delius & Co. Bremen. Hauschild Verlag: Bremen 2007
- Karl Geuther & Co. 1958 - 2008 Schiffsmakler, Linienagenten, Korrespondentreeder und Logistikunternehmen. Berlin Druck: Bremen 2008
- Schifffahrt mit drei „f“. Bremer Rhederverein, Bremen 2009, ISBN 978-3-925729-59-1
- 200 Jahre Schünemann. Die Geschichte des Bremer Druck- und Verlagshauses Carl Ed. Schünemann KG 1810–2010. Carl Schünemann Verlag: Bremen 2010, ISBN 978-3-7961-1961-3
- Die Eugen-Kulenkamp-Stiftung vereinigt mit dem Verein für kleine Mietwohnungen von 1849. Hachmannedition: Bremen 2010
- Co-Autor mit Stefan Offenhäuser, Liliane Skalecki und Georg Skalecki: 475 Jahre Haus Schütting. Schünemann Verlag: Bremen 2012. ISBN 3-7961-1004-5
- Das St. Petri Witwenhaus von 1536 in Bremen – Ein Zeichen christlicher Nächstenliebe. In: Bremisches Jahrbuch 91 (2012) 67–85